# Sinaai (Sint-Niklaas)
Sinaai (fr. Sinay, Sinay-Waes) – dzielnica (deelgemeente) miasta Sint-Niklaas w Belgii, w Regionie Flamandzkim, w prowincji Flandria Wschodnia, w okręgu Sint-Niklaas. 1 stycznia 2020 roku liczyła 6409 mieszkańców. Do 31 grudnia 1976 samodzielna gmina. 

## Demografia
Liczba mieszkańców, stan na 1 stycznia:
| Rok                | 1930 | 1947 | 1961 | 2020 |
| ------------------ | ---- | ---- | ---- | ---- |
| Liczba mieszkańców | 5047 | 5156 | 4965 | 6409 |

## Transport
Znajduje się tutaj stacja kolejowa Sinaai.